# Knopengieter (personage)
De Knopengieter of Knopendraaier is een figuur uit de Noorse folklore. Hij is een verschijning van de dood die de ziel van de mens omsmelt tot een knoop. Wanneer een mens in zijn leven niet deugdzaam genoeg was voor de hemel, maar toch té deugdzaam voor de hel, dan belandt de ziel na het sterven als knoop op de grote hoop. De grote hoop is een vorm van het vagevuur. De zus van de Knopengieter is de Weefster (het leven). Zij weeft de levensdraden van alle levende wezens samen. De Knopengieter levert de knopen. Zo maken zij gezamenlijk het "Vest van de Wereld".

## Personage in Peer Gynt
In het toneelstuk Peer Gynt van Ibsen komt Peer aan het eind van zijn leven de Knopengieter tegen. De Knopengieter beweert dat Peer in zijn leven niemand is geweest, en wil zijn ziel omsmelten tot een knoop, maar Peer haalt de Knopengieter over om hem tijd te gunnen zodat hij kan bewijzen dat hij echt iemand is. Hij krijgt de kans iemand te vinden die zijn ware ik kent. Maar niemand kent zijn ware ik, want hij was altijd een ander: vrouwenversierder, banneling, schipbreukeling, geldverspiller, leugenaar, dromer. Als Peer al die rollen een voor een afpelt, vindt hij in de kern: niets. Peer beseft hoe egoïstisch hij geleefd heeft en geeft zich in eerste instantie gewonnen. Dan hoort hij zijn oude jeugdliefde Solveig zingen. Wanhopig stort hij zich aan haar voeten, smekend om vergeving voor zijn zonden. Maar Solveig zegt dat Peer nooit gezondigd heeft. In haar hart en gedachten heeft de ware Peer altijd bestaan. Nadat Peer met Solveig herenigd is, vertrekt de Knopengieter, zwerend dat hij en Peer elkaar op een dag weer zullen ontmoeten.

## Bron
- "Bistou toevallig Peer Gynt?", NRC, juni 1999